# Pygame
Pygame ist eine von Pete Shinners entwickelte Python-Programmbibliothek zur Spieleprogrammierung.
Sie enthält Module zum Abspielen und Steuern von Grafik und Sound sowie zum Abfragen von Eingabegeräten (Tastatur, Maus, Joystick). Als Grundlage verwendet Pygame die Simple-DirectMedia-Layer-Bibliothek. Ziel ist es, Computerspiele entwickeln zu können, ohne auf Low-Level-Programmiersprachen wie C zurückgreifen zu müssen. Dies basiert auf der Annahme, dass die rechenintensivsten Funktionen innerhalb eines Computerspiels (in erster Linie Grafikroutinen) komplett von der Spiel-Logik abstrahiert werden können und deshalb eine High-Level-Programmiersprache wie Python verwendet werden kann, um das Spiel als solches und seinen Ablauf zu strukturieren.
Pygame ist kompatibel zu 3D-Grafikmodulen wie PyOpenGL und PyEngine3D.

## Dateiformate
Bilder
Pygame unterstützt mehrere Bildformate.
- JPG, PNG, GIF (nicht animiert), BMP
- PCX, TGA (unkomprimiert), TIF, LBM, PBM (sowie PGM und PPM), XPM

Man kann Bilder auch als Dateien auf der Festplatte speichern, unterstützt werden die Bildformate BMP, TGA, PNG und JPEG.
Musik, Sound
Es werden die Formate OGG, WAV (unkomprimiert) und seit Version 2.0.2 auch MP3 unterstützt.

## Spiele, die Pygame nutzen
- Frets on Fire
- Unity of Command[7], der Vorgängertitel zu Unity of Command II
- Dangerous High School Girls in Trouble![8]
- Save the Date[9] IndieCade-2013-Finalist.
- Trosnoth[10] (ein Netzwerkspiel)
- Super Potato Bruh[11]
- SolarWolf[12], basiert auf Solar Fox